# František z Magni
František z Magni (10. listopadu 1598, Praha – 7. prosince 1652 tamtéž), psán též František Magnis ze Strážnice, Magno, z Magnii. Původem italský šlechtic, později říšský hrabě a polní maršál, v letech 1640–1641 jeden z trojice moravských zemských hejtmanů. Byl diplomatem ve službách císaře Ferdinanda III. Habsburského na dvoře Vladislava IV. Vasy a majitelem panství Strážnice, kam přivedl řád piaristů. Proslul výjimečnou diplomatickou ochranou panství Strážnice před švédským vojskem ve třicetileté válce.

## Život
Pocházel z italského katolického rodu Magnisů, jeho otcem byl Konstantin Magnis, matkou pak Oktavie de Carcasola. Měl pět starších bratrů – Rudolfa, Maximiliana (člen kapucínského řádu, měl církevní jméno Valerián), Filipa, Oktaviana a Jana Křtitele.
František se v Čechách usadil již v předbělohorské době a jako císařský plukovník a jeden z vítězných velitelů Bitvy na Bílé Hoře si dále budoval vojenskou kariéru. V letech 1628–1629 dokončil zakoupení panství Strážnice, což mu umožnila jak smrt bývalého vlastníka Jana Jetřicha ze Žerotína, který byl zkompromitován účastí na stavovském povstání, tak dlouhodobě trvající zadluženost panství a odhadnutá nízká cena kvůli zpustošení. Ke změně majitele nakonec došlo tzv. postupnou konfiskací. Jako vlastníci panství se Magnisové udrželi více než 300 let, rod Magnisů totiž sídlil ve Strážnici s malými výjimkami až do roku 1945.
František Magnis byl nejen úspěšný voják, ale ve třicátých letech také aktivní diplomat – působil mj. jako spojka mezi panovníkem českých zemí, císařem Ferdinandem III. Habsburským a polským králem Vladislavem IV. Vasou. Jeho kariérní postup byl relativně rychlý a hlavně vytrvalý: v roce 1633 získal titul barona, o 2 roky později titul říšského hraběte a ještě v témže roce se stal c. k. podkomořím na Moravě. V roce 1640 je již náměstek moravského hejtmana, později samotným moravským zemským hejtmanem a v září 1644 mu císař uděluje hodnost císařského polního podmaršálka (něm. Feldmarschall-Leutnant).
Co se týká zajištění hospodářské prosperity, o kterou měl eminentní zájem, ve Strážnici např. dává obnovit vodní mlýn o celkem 15 stupách, pro což zajistil v roce 1635 potřebná stavidla na toku Moravy až na sousedním panství Veselí nad Moravou. S příchodem nového majitele začala spolu s obnovou města Strážnice a panství zejména plánovaná rekatolizace obyvatel, v čemž mu byl nápomocen jeho bratr Valerián Magni, mnich kapucínského řádu a mj. rádce pražského arcibiskupa Arnošta Vojtěcha z Harrachu. Oba bratři však ve svém životě konali mnohá rozhodnutí a důležité diplomatické kroky společně a nově příchozím katolickým řádem se tedy nestali jezuité, jak bylo v té době obvyklé, ale v lednu 1633 piaristé, protože Valerián byl osobně spíše protivníkem jezuitů a zastáncem mírnějšího přístupu vůči nekatolíkům. Řád piaristů přinesl na panství samozřejmě i slíbené vzdělání, což zde ovšem předtím činila s úspěchem i českobratrská jednota se svojí školou, kterou navštěvoval také Jan Amos Komenský. Zhruba 20 let po příchodu piaristů, v letech 1651 a 1652, vyvíjeli snahu o usazení ve Strážnici také jezuité z Uherského Hradiště, ze strany Magnise ovšem nebyl zájem.
František Magnis se roku 1641 zasloužil také o dnešní postavení Brna jako metropole Moravy namísto tehdy stejně silného postavení Olomouce. Na základě jeho doporučující zprávy rozhodl císař Ferdinand III. o sjednocení soudů i zemské rady v Brně a další rok zde již bylo sídlo všech hlavních královských i zemských úřadů.

## Ochrana strážnického panství před švédským vojskem

### Příčiny a průběh
Rok 1645 je označován jako nejhorší rok švédské okupace Českých zemí a pro Moravu zřejmě i nejničivější rok celé třicetileté války. Došlo k obsazení měst jako Jihlava, Hustopeče, Mikulov či Břeclav a cíl Švédů zůstával jasný: postupovat k Vídni a obsadit ji. Magnis se předtím stal jedním ze tří zemských správců Moravy a svého času byl právě při okupaci Švédů jediný zemský úředník na Moravě, který zde zůstal, na čemž později stavěl svoji obhajobu.
Magnis začal tušit hrozbu pro své výnosné panství a po důvěrné dohodě s polským králem Vladislavem IV. Vasou, pro kterou mu byl nápomocen bratr Valerian Magni, byla sepsána fingovaná smlouva bez právní moci, kterou mu své panství zdánlivě prodal. Politická situace byla totiž taková, že švédský panovník se ucházel o přízeň polsko-litevského státu. Tím Magnis pro svůj majetek zajistil před Švédy ochranu a sám byl jmenován administrátorem. Přístupové cesty na panství byly označeny hraničními kameny nebo dřevěnými sloupy v červenobílých polských barvách.
Když v dubnu 1645 Švédové obsadili blízký Uherský Brod a Veselí nad Moravou, měl už Magnis vystaven první z ochranných listů, tzv. Salvu Guardii, a to přímo od polského krále. Ten v něm nařizoval veliteli švédských vojsk Torstenssonovi, aby vzal strážnické panství pod svoji ochranu a současně jmenoval Magnise plukovníkem polské armády. Když došlo k příchodu Švédů, ochrana polského krále měla takovou autoritu, že je odradila od útoku a navíc Magnis obdržel dočasnou vojenskou ochranu švédské posádky. Ochranný list si nechal vystavit také od švédského vojevůdce a vojenskou elitu hostil na zámku. Později na panství nezaútočil ani sedmihradský generál Bakoš Gábor, přestože trval na tom, že žádné takové instrukce od svého knížete Rákocziho neobdržel. Salvu Guardii si tedy v červenci 1645 nechal Magnis vystavit také od Jiřího I. Rákocziho.
Mezi tehdejšími hrůzami třicetileté války se situace strážnického panství jevila jako zázrak, proto bylo území označováno termínem „Terra Felix“, tj. latinsky šťastná země, jak bývala označována o něco dříve chráněná panství Albrechta z Valdštejna v oblasti severních Čech.

### Následky
Když tyto události vešly ve známost na vídeňském dvoře, byl Magnis obviněn ze zrady. Obhajoval se císaři obranným spisem a za argumenty mu sloužilo, že na Hradišťsku chránil majetek svůj i císařský jako jediný zemský úředník, že se Švédy jednal jen v nutné míře, nebo že působil jako azyl i pro další šlechtice atd. Magnisova pozice se ale začala otřásat a v listopadu 1645 byl zbaven všech svých úřadů. Byl vyzván, aby zradu vysvětlil a očistil své jméno. Započala intenzivní korespondence mezi Magnisem a oběma panovníky i Magnisova osobní obhajoba u císařského dvora. Magnis se písemně hájil, že se snažil o předběžný souhlas s císařem osobním prostřednictvím svého bratra Valeriána, ten se však s císařem nesetkal, což Magnis nevěděl. Hrabětem Magnisem se zabývala speciální komise, uvažovalo se i o jeho uvěznění, ale ten nakonec svým diplomatickým uměním z obvinění vyvázl a obdržel zpět své úřady.
Po několikerých jednáních a intervencích ze strany polského krále vystavuje císař v Linci dne 5. února 1646 dekret, kterým nakonec Magnise osvobozuje od všech obvinění z doby švédského vpádu a ponechává mu jeho dosavadní úřady. Magnisovy problémy tím však zcela neskončily. František Magnis měl jako vysoce postavená osobnost na Moravě dost nepřátel, v roce 1647 vyvstala nová obvinění týkající se Magnisových intenzívnějších kontaktů v Polsku a opět následovaly obhajoby i zastání ze strany nového polského krále. Poslední svoji obhajobu loajálnosti císaři uvedl i ve svém testamentu. František Magnis zemřel na cestě do Prahy ve věku 54 let a pohřben byl na své přání v kostele sv. Tomáše v Brně.

## Rodina
První manželkou byla Kateřina z Říčan. Jeho druhou ženou byla Johanna Františka Prisca, rozená Pergerová z Pergu, se kterou se oženil roku 1627. Obě manželství byla bezdětná – jediný syn Konstantin zemřel ve 2 letech, proto panství zdědil syn jeho bratra Filipa, hrabě František Štěpán z Magni.